# Alma Reville

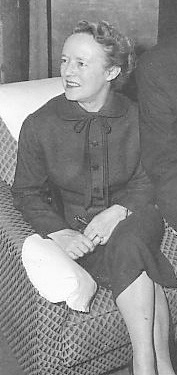
Alma Reville (1955)

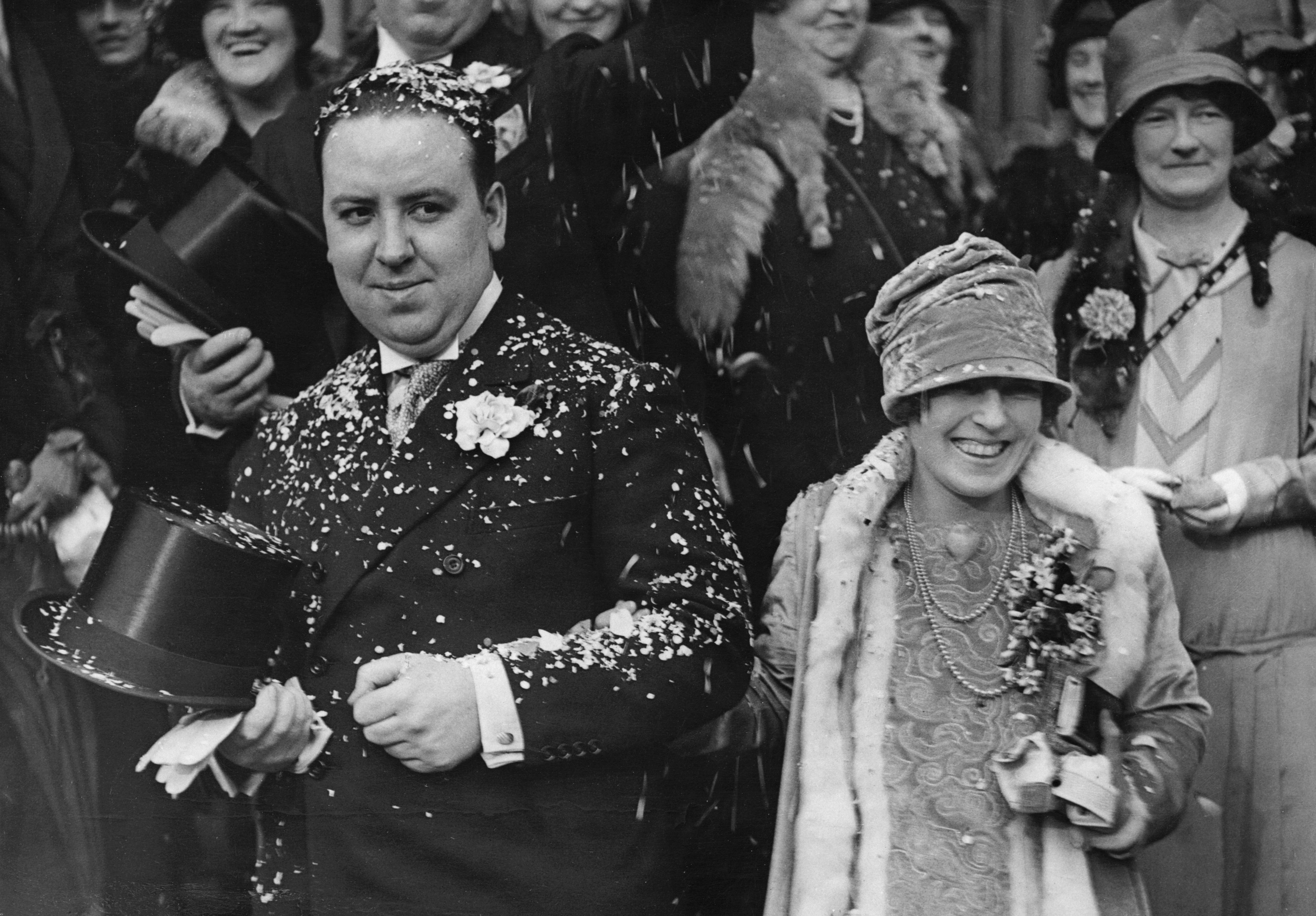
Alma und Alfred Hitchcock an ihrem Hochzeitstag (16. Dezember 1926)

Alma Lucy Reville (* 14. August 1899 in Nottingham; † 6. Juli 1982 in Bel Air, Kalifornien), später verheiratete Alma Hitchcock, war eine britische Drehbuchautorin und Filmeditorin. Sie war von 1926 bis zu seinem Tod 1980 die Ehefrau des Regisseurs Alfred Hitchcock.

## Leben
Alma Reville war bereits mit 16 Jahren als Hilfskraft bei Schneidearbeiten zum Film gekommen. Sie war schon eine erfahrene Filmeditorin und arbeitete zusätzlich als Scriptgirl, als sie 1921 zum ersten Mal dem um einen Tag älteren Alfred Hitchcock begegnete, der in denselben Studios wie sie arbeitete. Beide hatten bereits mehrfach unabhängig voneinander an denselben Filmen gearbeitet, ohne sich näher kennenzulernen, als Alma auf Vermittlung Alfred Hitchcocks Scriptgirl und Editorin des Films Woman to Woman (deutscher Titel: Weib gegen Weib) (1923) wurde, für den Hitchcock das Drehbuch geschrieben hatte. Sie lernten sich nun auch privat kennen und wurden ein Paar. 1923 verlobten sie sich, 1926 schlossen sie die Ehe. 1928 wurde ihre Tochter Patricia († 2021) geboren.
Reville, die bis zur persönlichen Begegnung erfolgreicher gewesen war als der unerfahrene Alfred Hitchcock, arbeitete zunächst weiter für den Produzenten Michael Balcon, für den auch Hitchcock viele englische Filme drehte, und schrieb bis in die 1930er-Jahre Drehbücher unabhängig von den Filmen ihres Mannes. Gleichzeitig wurde sie zur festen Mitarbeiterin Alfred Hitchcocks, arbeitete an den Drehbüchern seiner Filme mit und assistierte ihm bei Dreharbeiten.
1939 wanderte Alma zusammen mit Tochter Patricia und Alfred Hitchcock, der ein Angebot angenommen hatte, seine Karriere in Hollywood fortzusetzen, in die USA aus, wo sie bis zu ihrem Lebensende bleiben sollte. 1950, fünf Jahre vor ihrem Mann, nahm sie die amerikanische Staatsbürgerschaft an.
Bei den amerikanischen Filmen der 1940er-Jahre war Alma Reville nur noch vereinzelt in offizieller Funktion an den Filmen ihres Mannes beteiligt, und ab den 1950er-Jahren wurde sie in keinem Vorspann mehr genannt. Dennoch galt sie weiterhin als wichtigste Beraterin Alfred Hitchcocks, assistierte ihm bei Dreharbeiten und war an der Beurteilung und Entstehung von Drehbüchern oder an der Überwachung des Schnitts beteiligt. Zum Beispiel soll sie für Über den Dächern von Nizza die Auto-Verfolgungsjagd durch die Hügel über den Dächern von Nizza entworfen haben. Außerdem soll sie bei der Sichtung des gerade fertiggestellten Films Psycho als Einzige festgestellt haben, dass Janet Leigh als die unter der Dusche ermordete Marion Crane am Ende der berühmten Duschszene noch schluckte.
Mit zunehmendem Alter war Reville als aktive Begleiterin Hitchcocks bei Dreharbeiten weniger präsent und litt an gesundheitlichen Problemen: 1958 wurde bei ihr Brustkrebs diagnostiziert und 1971 erlitt sie einen Schlaganfall, doch sie überstand beide Rückschläge und überlebte ihren Mann um zwei Jahre. Als Hitchcock 1979 den AFI Life Achievement Award für sein Lebenswerk erhielt, dankte er bei der Verleihung einzig seiner Frau, dies jedoch in vierfacher Weise: als Drehbuchautorin, als Editorin, als Mutter ihrer Tochter und als Köchin.
Am 6. Juli 1982 starb Alma Reville im Alter von 82 Jahren in Bel Air, Kalifornien.

## Darstellung im Film
Im Spielfilm Hitchcock (2012) wird sie von Helen Mirren dargestellt.
Im Fernsehfilm Girl (2012) wird sie von Imelda Staunton dargestellt.

## Filmografie (Auswahl)
Drehbuch, wenn nicht anders angegeben
- 1923: Weib gegen Weib (Woman to Woman) (Schnitt)
- 1925: Irrgarten der Leidenschaft (The Pleasure Garden) (Schnitt)
- 1927: Der Weltmeister (The Ring)
- 1928: The First Born
- 1929: The Constant Nymph
- 1929: Die Siegerin (After the Verdict)
- 1929: Juno and the Paycock
- 1930: Mord – Sir John greift ein! (Murder!)
- 1931: Mary
- 1931: Bis aufs Messer (The Skin Game)
- 1931: Endlich sind wir reich (Rich and Strange)
- 1932: Nummer siebzehn (Number Seventeen)
- 1934: Waltzes from Vienna
- 1935: The Passing of the Third Floor Back
- 1935: Die 39 Stufen (The 39 Steps)
- 1936: Geheimagent (Secret Agent)
- 1936: Sabotage
- 1937: Jung und unschuldig (Young and Innocent)
- 1939: Riff-Piraten (Jamaica Inn)
- 1941: Verdacht (Suspicion)
- 1943: Im Schatten des Zweifels (Shadow of a Doubt)
- 1947: Der Fall Paradin (The Paradine Case)
- 1950: Die rote Lola (Stage Fright)

## Dokumentarfilm
- Mr. und Mrs. Hitchcock. Regie: Laurent Herbiet, 55 Minuten, Frankreich 2018. (Arte am 2. Februar 2020; Arte Mediathek bis 1. April 2020)